# Ponte romano di Willowford

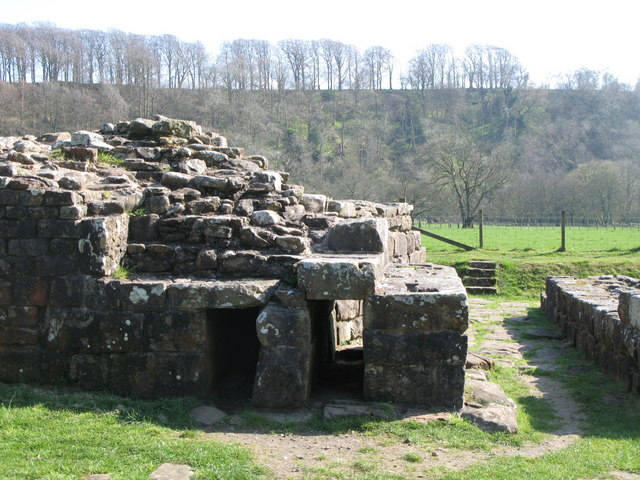
Piedritto orientale del Ponte Willowford che mostra le insenature settentrionali dei due canali di piena

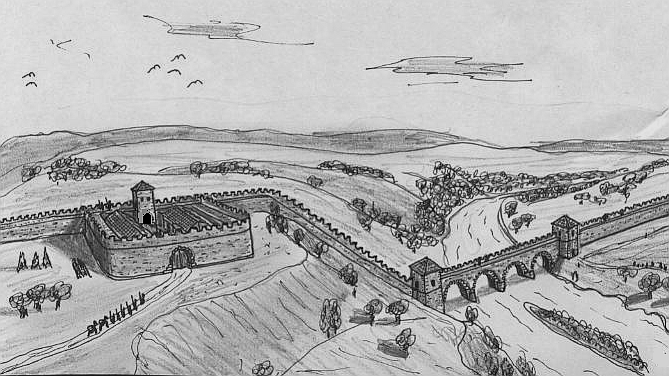
Tentativo di ricostruzione del Miles Fort 49 e del ponte Wall Brücke sull'Irthing, vista da SW

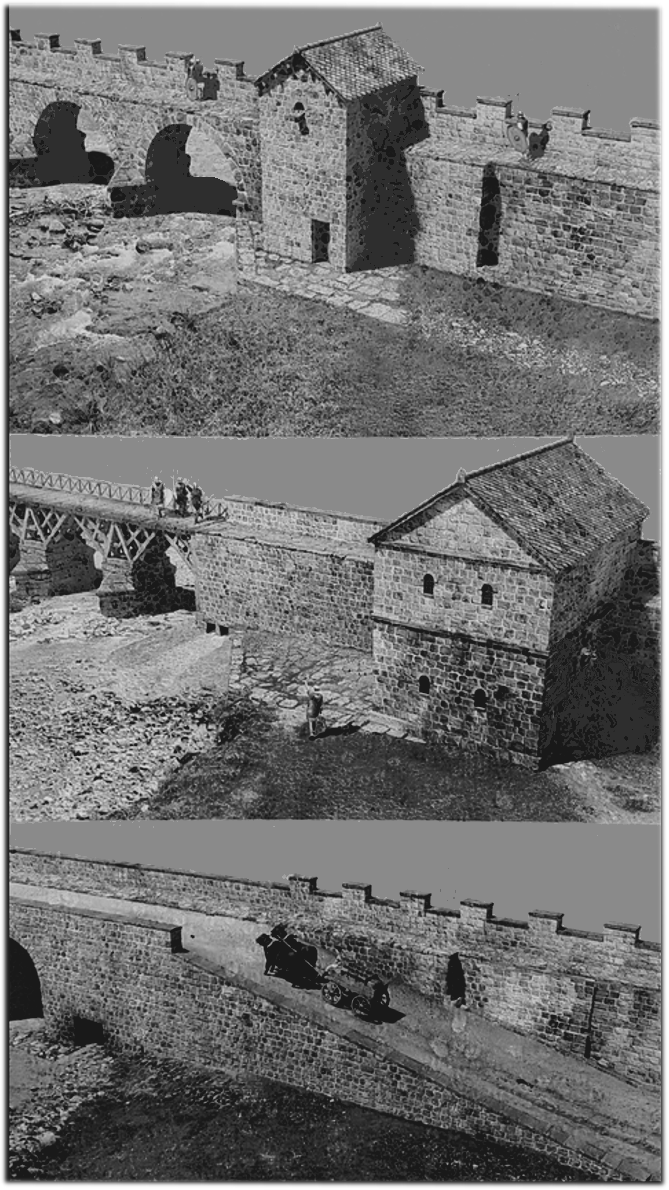
Fasi costruttive I-III del piedritto orientale

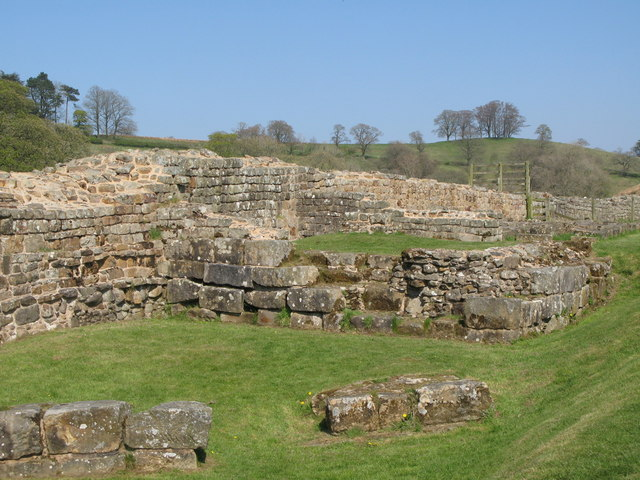
Costruzione della torre del ponte II

Il ponte romano di Willowford fa parte del Vallo di Adriano ed è situato ad ovest della città di Gilsland, Northumberland, in Inghilterra. Si trova nelle immediate vicinanze del Castello di Birdoswald (chiamato anche Banna).
I resti del piedritto orientale sulle rive dell'Irthing sono ancora visibili dal ponte Wallbrücke ma purtroppo la sua area è ora interrata a causa degli spostamenti verso ovest del letto del fiume, nel corso del tempo. In passato non era possibile accedervi direttamente dalla fortificazione presente, mentre dal 1996 il ponte è raggiungibile tramite una passerella costruita dai soldati della Royal Air Force. Un pannello informativo in loco mostra com'erano originariamente i piedritti orientali del ponte in epoca romana. Oltre ai resti, è possibile vedere anche un tratto ben conservato del Vallo e visitare il castello di Birdoswald.

## Storia degli scavi
Gli scavi nel ventesimo secolo fecero scoprire due strutture a torre e le fondazioni del piedritto orientale, che rappresentano le intere fasi della costruzione del ponte. La storia del complesso è simile a quella del ponte a muro sul fiume NorthTyne, presso il castello di Chesters (Cilurnum). Le fondamenta dei due piloni del ponte sono ora sepolte sotto la sponda orientale del fiume, ma si è potuto accertare e verificare che siano state impiegate un totale di tre fasi costruttive per realizzare la struttura.

## Ponte I
Il ponte I fu costruito interamente in pietra tra il 122 e il 128 d.C. Il piedritto orientale era protetto dalle acque del fiume - a nord e a sud- mediante banchine che si estendevano verso NE e SO. Ad est - e probabilmente anche ad ovest - era presente una torre di avvistamento che garantiva l'accesso al ponte. Quest'ultimo era largo circa quanto i bastioni del Vallo di Adriano (10 piedi) e poggiava su tre archi in pietra con frangiflutti triangolari su entrambi i lati. I blocchi di pietra della muratura erano collegati da staffe di ferro. Probabilmente venne dannegggiato da un'alluvione tra il 160 e il 180 d.C., perché i risultati degli scavi nella valle del fiume fanno pensare che in epoca romana l'acqua fosse prevalentemente incanalata attraverso un canale artificiale.

## Ponte II
Il ponte II non era significativamente più largo del precedente. Sotto il piedritto orientale furono costruiti due canali di allagamento per evitare che venisse danneggiato dalle piene del fiume, e un canale d'acqua, forse usato per azionare un mulino per cereali. La torre del ponte est è stata spostata successivamente più a est e ampliata a sud e per farlo è stata in parte riutilizzata la muratura della prima torre. Anche il camminamento davanti alla torre è stato leggermente allargato. Le due arcate del ponte antistanti non sono state ricostruite, ma il varco è stato reso accessibile solo temporaneamente con una costruzione ausiliaria in legno. A nord del muro fu costruita successivamente una grande piattaforma di pietra, probabilmente destinata a fornire un migliore appoggio sul terreno sabbioso. Si pensa che il ponte II sia stato messo in funzione all'inizio del III secolo d.C.

## Ponte III
Il ponte III è stato il primo vero ponte stradale, costruito nel corso dell'espansione della Wallstraße nei primi tempi dei Severi. La strada correva su una rampa di terra battuta fino al ponte, che era largo il doppio della rampa stessa. Per costruirlo fu necessario smontare la torre e allargare il contrafforte a sud. Da qui uno dei canali di esondazione è stato bloccato. Nel corso dell'ampliamento del ponte sono stati ricostruiti anche i due archi in pietra.